# Anthony Taylor (árbitro)
Anthony Taylor (Wythenshawe, Mánchester, Inglaterra, 20 de octubre de 1978) es un árbitro de fútbol inglés. Es árbitro internacional de la FIFA desde 2013.

## Trayectoria
Tiene el máster en Entrenamiento Deportivo por la Universidad de Staffordshire y el máster en Dirección Deportiva por la Universidad Metropolitana de Mánchester. Entre 2001 y 2013 trabajó como funcionario de prisiones.
En 2010, fue ascendido a la lista de árbitros seleccionados del grupo que arbitra principalmente en la Premier League, y en 2013 se convirtió en árbitro FIFA, lo que le permite arbitrar partidos europeos e internacionales. En 2015, fue el árbitro principal de la final de la Copa de la Liga de Fútbol en el estadio de Wembley. Taylor luego regresó a Wembley en 2017 para dirigir la final de la FA Cup 2017 entre Chelsea Football Club y Arsenal Football Club, convirtiéndose en su segunda aparición final como árbitro, siendo la primera en 2013.